# 2-й Лесной переулок
Второ́й Лесно́й переу́лок — улица в центре Москвы в Тверском районе между Лесной улицей и Бутырским Валом, переходящая в Миусский переулок.

## Происхождение названия
Лесные переулки в Москве (с 1-го по 4-й) так же, как и улица получили название в XIX веке по находившимся здесь с XVIII века лесным складам.

## Описание
2-й Лесной переулок начинается от Лесной улицы как продолжение Миусского переулка, проходит на северо-запад параллельно 1-му Лесному, слева к нему примыкают 3-й и 4-й Лесные переулки, заканчивается на улице Бутырский Вал.

## Примечательные здания
По нечётной стороне:
- № 11с1 — ГКУ Центр организации дорожного движения Москвы
- Перекрёсток с 4-м Лесным переулком — Школа № 1574 ОП № 3
- Перекрёсток  с Лесной улицей — гостиница Холидей Инн Москва Лесная